# Brooklyn (Illinois)
Pour les articles homonymes, voir Brooklyn (homonymie).
Brooklyn est un village du comté de Saint Clair dans l'Illinois, aux États-Unis.
Bien qu'en Illinois, il se situe juste à l'est de la ville de Saint-Louis dans le Missouri.